# Abraham Benrubi
Abraham Rubin Hercules Benrubi (Indianapolis, 4 oktober 1969) is een Amerikaans acteur.
Benrubi is het meest bekend van zijn rol als receptionist Jerry Markovic in de televisieserie ER waar hij in 139 afleveringen speelde (1994-2009).

## Biografie
Benrubi werd geboren in Indianapolis, en hij doorliep de highschool aan de Broad Ripple High School aldaar.

## Filmografie

### Films
Selectie:
- 2022 Strange World - als Expeditielid (stem)
- 2020 The Call of the Wild - als Skookum Bench King
- 2017 Olaf's Frozen Adventure - als overige stemmen
- 2014 Big Hero 6 - als Generaal (stem)
- 2013 A Night in Old Mexico – als Big Roscoe Hammill
- 2006 Charlotte's Web – als Uncle The Pig
- 2006 Wristcutters: A Love Story – als Erik
- 2004 Without a Paddle – als Dennis
- 2003 Open Range – als Mose
- 2001 The Man Who Wasn’t There – als man op feest
- 1998 The Rugrats Movie – als Serge (stem)
- 1997 U Turn – als fietser
- 1997 George of the Jungle – als Thor
- 1996 Twister – als Bubba
- 1994 Wagons East – als Abe Ferguson

### Televisieseries
Uitgezonderd eenmalige gastrollen.
- 2005-2022: Robot Chicken – als diverse stemmen – 31 afl.
- 2020-2022: It's Pony - als diverse stemmen - 22 afl.
- 2014-2021: Bosch - als Rodney Belk - 5 afl.
- 2020: Barkskins - als Henri Marth - 4 afl.
- 2017: APB - als Pete McCann - 11 afl.
- 2016: Outcast - als Caleb - 3 afl.
- 2014: The Bridge - als DEA agent Joe McKenzie - 10 afl.
- 2012: Star Wars: Detours – Darth Vader (stem) - ? afl.
- 2012-2013: Pair of Kings – als Silver Fox – 2 afl.
- 2010: Memphis Beat – als sergeant JC Lightfoot / Jody – 10 afl.
- 2010: Happy Town – als Big Dave Duncan – 6 afl.
- 1994-2009: ER – als Jerry Markovic – 139 afl.
- 2006-2008: Men in Trees – als Ben Thomasson – 36 afl.
- 2001-2002: Buffy the Vampire Slayer – als Olaf – 2 afl.
- 1997-1998: Sleepwalkers – als Vincent Konefke – 9 afl.
- 1990-1996: Wings – als Roy Biggins jr. – 2 afl.
- 1990-1993: Parker Lewis Can't Lose – als Larry Kubiac – 63 afl.

### Computerspellen
- 2023: Warcraft Rumble - als stem
- 2023: Diablo IV - als stem
- 2022: World of Warcraft: Dragonflight - als stem
- 2020: World of Warcraft: Shadowlands - als stem
- 2018: World of Warcraft: Battle for Azeroth - als stem
- 2016: World of Warcraft: Legion - als stem
- 2014: World of Warcraft: Warlords of Draenor - als monsterstem
- 2014: Diablo III: Reaper of Souls - als Urzael
- 2013: Skylanders: SWAP Force - als stem
- 2012: Skylanders: Giants – als stem
- 2005: ER: The Game – als Jerry Markovic

- Biblioteca Nacional de España: XX1747777
- International Standard Name Identifier: 0000 0001 1682 0626
- Library of Congress Control Number: no2004071583
- MusicBrainz: e3c0ec37-9de7-4b6d-a13e-5ba83b186246
- Virtual International Authority File: 86483428
- WorldCat: E39PBJccg4b9xD44RjCCFqdWjC